# Puchar Karaibów w piłce ręcznej 2017
Puchar Karaibów 2017 – zawody piłki ręcznej służące jako kwalifikacja do turnieju piłki ręcznej na Igrzyskach Ameryki Środkowej i Karaibów 2018. Odbyły się w dniach 24–29 października 2017 roku w kolumbijskim mieście Cartagena de Indias.
Oba turnieje zostały zaplanowane w ośmiozespołowej obsadzie, jednak w związku z wycofaniem się tuż przed turniejem obu zespołów z Haiti oraz Trynidadu i Tobago przeprowadzono je systemem kołowym w ramach jednej sześciozespołowej grupy, po której rozegrano mecze o poszczególne miejsca. Wszystkie mecze rozegrano w Coliseo de Combate. Zgodnie z systemem eliminacji do Igrzysk Ameryki Środkowej i Karaibów 2018 kwalifikację uzyskać miały zarówno z turnieju męskiego, jak i żeńskiego po cztery czołowe drużyny.
W zawodach zwyciężyli Portorykańczycy i Meksykanki, spośród uczestniczących zespołów kwalifikacji nie uzyskały obie reprezentacje Wenezueli (drużyny z Kolumbii miały już zapewniony awans jako gospodarze igrzysk). Najwięcej bramek zdobyli Jhonny Peñaloza i Marian Salcedo, obydwoje jednak nie znaleźli się w najlepszych siódemkach zawodów.

## Mężczyźni

### Faza grupowa
| 24 października 2017 | Portoryko | 29:33 | Meksyk | Coliseo de Combate, Cartagena de Indias |
| 24 października 2017 |           | 29:33 |        | Coliseo de Combate, Cartagena de Indias |

| 24 października 2017 | Kuba | 36:22 | Wenezuela | Coliseo de Combate, Cartagena de Indias |
| 24 października 2017 |      | 36:22 |           | Coliseo de Combate, Cartagena de Indias |

| 24 października 2017 | Dominikana | 22:22 | Kolumbia | Coliseo de Combate, Cartagena de Indias |
| 24 października 2017 |            | 22:22 |          | Coliseo de Combate, Cartagena de Indias |

| 25 października 2017 | Meksyk | 32:31 | Dominikana | Coliseo de Combate, Cartagena de Indias |
| 25 października 2017 |        | 32:31 |            | Coliseo de Combate, Cartagena de Indias |

| 25 października 2017 | Kolumbia | 21:35 | Kuba | Coliseo de Combate, Cartagena de Indias |
| 25 października 2017 |          | 21:35 |      | Coliseo de Combate, Cartagena de Indias |

| 25 października 2017 | Wenezuela | 29:30 | Portoryko | Coliseo de Combate, Cartagena de Indias |
| 25 października 2017 |           | 29:30 |           | Coliseo de Combate, Cartagena de Indias |

| 26 października 2017 | Dominikana | 27:27 | Wenezuela | Coliseo de Combate, Cartagena de Indias |
| 26 października 2017 |            | 27:27 |           | Coliseo de Combate, Cartagena de Indias |

| 26 października 2017 | Kolumbia | 19:29 | Meksyk | Coliseo de Combate, Cartagena de Indias |
| 26 października 2017 |          | 19:29 |        | Coliseo de Combate, Cartagena de Indias |

| 26 października 2017 | Kuba | 32:17 | Portoryko | Coliseo de Combate, Cartagena de Indias |
| 26 października 2017 |      | 32:17 |           | Coliseo de Combate, Cartagena de Indias |

| 27 października 2017 | Kuba | 30:27 | Meksyk | Coliseo de Combate, Cartagena de Indias |
| 27 października 2017 |      | 30:27 |        | Coliseo de Combate, Cartagena de Indias |

| 27 października 2017 | Wenezuela | 27:19 | Kolumbia | Coliseo de Combate, Cartagena de Indias |
| 27 października 2017 |           | 27:19 |          | Coliseo de Combate, Cartagena de Indias |

| 27 października 2017 | Portoryko | 25:25 | Dominikana | Coliseo de Combate, Cartagena de Indias |
| 27 października 2017 |           | 25:25 |            | Coliseo de Combate, Cartagena de Indias |

| 28 października 2017 | Meksyk | 35:33 | Wenezuela | Coliseo de Combate, Cartagena de Indias |
| 28 października 2017 |        | 35:33 |           | Coliseo de Combate, Cartagena de Indias |

| 28 października 2017 | Portoryko | 35:26 | Kolumbia | Coliseo de Combate, Cartagena de Indias |
| 28 października 2017 |           | 35:26 |          | Coliseo de Combate, Cartagena de Indias |

| 28 października 2017 | Dominikana | 31:33 | Kuba | Coliseo de Combate, Cartagena de Indias |
| 28 października 2017 |            | 31:33 |      | Coliseo de Combate, Cartagena de Indias |

### Faza pucharowa
Mecz o 1. miejsce
| 29 października 2017 | Kuba | 30:32 | Portoryko | Coliseo de Combate, Cartagena de Indias |
| 29 października 2017 |      | 30:32 |           | Coliseo de Combate, Cartagena de Indias |

Mecz o 3. miejsce
| 29 października 2017 | Dominikana | 28:27 | Meksyk | Coliseo de Combate, Cartagena de Indias |
| 29 października 2017 |            | 28:27 |        | Coliseo de Combate, Cartagena de Indias |

Mecz o 5. miejsce
| 29 października 2017 | Wenezuela | 28:32 | Kolumbia | Coliseo de Combate, Cartagena de Indias |
| 29 października 2017 |           | 28:32 |          | Coliseo de Combate, Cartagena de Indias |

### Klasyfikacja końcowa
| Miejsce | Reprezentacja | Uwagi                |
| ------- | ------------- | -------------------- |
| 1       | Portoryko     | awans na: CACSO 2018 |
| 2       | Kuba          | awans na: CACSO 2018 |
| 3       | Dominikana    | awans na: CACSO 2018 |
| 4       | Meksyk        | awans na: CACSO 2018 |
| 5       | Kolumbia      |                      |
| 6       | Wenezuela     |                      |

## Kobiety

### Faza grupowa
| 24 października 2017 | Portoryko | 23:27 | Meksyk | Coliseo de Combate, Cartagena de Indias |
| 24 października 2017 |           | 23:27 |        | Coliseo de Combate, Cartagena de Indias |

| 24 października 2017 | Kolumbia | 23:36 | Kuba | Coliseo de Combate, Cartagena de Indias |
| 24 października 2017 |          | 23:36 |      | Coliseo de Combate, Cartagena de Indias |

| 24 października 2017 | Dominikana | 18:21 | Wenezuela | Coliseo de Combate, Cartagena de Indias |
| 24 października 2017 |            | 18:21 |           | Coliseo de Combate, Cartagena de Indias |

| 25 października 2017 | Wenezuela | 21:29 | Portoryko | Coliseo de Combate, Cartagena de Indias |
| 25 października 2017 |           | 21:29 |           | Coliseo de Combate, Cartagena de Indias |

| 25 października 2017 | Meksyk | 31:25 | Kuba | Coliseo de Combate, Cartagena de Indias |
| 25 października 2017 |        | 31:25 |      | Coliseo de Combate, Cartagena de Indias |

| 25 października 2017 | Kolumbia | 24:35 | Dominikana | Coliseo de Combate, Cartagena de Indias |
| 25 października 2017 |          | 24:35 |            | Coliseo de Combate, Cartagena de Indias |

| 26 października 2017 | Kuba | 32:23 | Wenezuela | Coliseo de Combate, Cartagena de Indias |
| 26 października 2017 |      | 32:23 |           | Coliseo de Combate, Cartagena de Indias |

| 26 października 2017 | Dominikana | 28:22 | Portoryko | Coliseo de Combate, Cartagena de Indias |
| 26 października 2017 |            | 28:22 |           | Coliseo de Combate, Cartagena de Indias |

| 26 października 2017 | Kolumbia | 22:32 | Meksyk | Coliseo de Combate, Cartagena de Indias |
| 26 października 2017 |          | 22:32 |        | Coliseo de Combate, Cartagena de Indias |

| 27 października 2017 | Portoryko | 27:26 | Kuba | Coliseo de Combate, Cartagena de Indias |
| 27 października 2017 |           | 27:26 |      | Coliseo de Combate, Cartagena de Indias |

| 27 października 2017 | Dominikana | 21:33 | Meksyk | Coliseo de Combate, Cartagena de Indias |
| 27 października 2017 |            | 21:33 |        | Coliseo de Combate, Cartagena de Indias |

| 27 października 2017 | Wenezuela | 31:22 | Kolumbia | Coliseo de Combate, Cartagena de Indias |
| 27 października 2017 |           | 31:22 |          | Coliseo de Combate, Cartagena de Indias |

| 28 października 2017 | Meksyk | 28:28 | Wenezuela | Coliseo de Combate, Cartagena de Indias |
| 28 października 2017 |        | 28:28 |           | Coliseo de Combate, Cartagena de Indias |

| 28 października 2017 | Kuba | 29:29 | Dominikana | Coliseo de Combate, Cartagena de Indias |
| 28 października 2017 |      | 29:29 |            | Coliseo de Combate, Cartagena de Indias |

| 28 października 2017 | Portoryko | 28:14 | Kolumbia | Coliseo de Combate, Cartagena de Indias |
| 28 października 2017 |           | 28:14 |          | Coliseo de Combate, Cartagena de Indias |

### Faza pucharowa
Mecz o 1. miejsce
| 29 października 2017 | Meksyk | 25:20 | Portoryko | Coliseo de Combate, Cartagena de Indias |
| 29 października 2017 |        | 25:20 |           | Coliseo de Combate, Cartagena de Indias |

Mecz o 3. miejsce
| 29 października 2017 | Kuba | 27:28 | Dominikana | Coliseo de Combate, Cartagena de Indias |
| 29 października 2017 |      | 27:28 |            | Coliseo de Combate, Cartagena de Indias |

Mecz o 5. miejsce
| 29 października 2017 | Wenezuela | 27:21 | Kolumbia | Coliseo de Combate, Cartagena de Indias |
| 29 października 2017 |           | 27:21 |          | Coliseo de Combate, Cartagena de Indias |

### Klasyfikacja końcowa
| Miejsce | Reprezentacja | Uwagi                |
| ------- | ------------- | -------------------- |
| 1       | Meksyk        | awans na: CACSO 2018 |
| 2       | Portoryko     | awans na: CACSO 2018 |
| 3       | Dominikana    | awans na: CACSO 2018 |
| 4       | Kuba          | awans na: CACSO 2018 |
| 5       | Wenezuela     |                      |
| 6       | Kolumbia      |                      |